# Konstantinijanski red svetog Jurja
Sveti viteški konstantinijanski red svetog Jurja (tali. Sacro Militare Ordine Costantiniano di San Giorgio, španj. Sagrada Orden Militar Constantiniana de San Jorge), povijesno poznat i pod nazivima Carski konstantinijanski red svetog Jurja te Red anđeoskih vitezova svetog Jurja, predstavlja dinastički viteški red kuće Bourbona Dviju Sicilija.
Danas je vrhovno upravljanje redom predmet spora između dvaju pretendenta na čelništvo nekada vladajuće dinastije, kuće Bourbon Dviju Sicilija – princa Pedra i princa Carla – koji se obojica pozivaju na nasljedstvo kuće Farnese.
Red je jedan od rijetkih koji je službeno potvrđen kao vjersko-vojni red u papinskoj buli Militantis Ecclesiae iz 1718. godine, i to zbog zasluga u oslobađanju kršćana na Peloponezu. Uz Suvereni viteški malteški red, ovaj red je jedan od rijetkih katoličkih redova koji i danas imaju taj poseban status. Iako nije pod pokroviteljstvom Svete Stolice, članstvo je ograničeno isključivo na praktične katolike.
Iako se ponekad tvrdi da je red izvorno osnovao car Konstantin Veliki u doba antike te da je kasnije obnovljen pod bizantskim carevima, povijesno potvrđeno podrijetlo reda seže u 16. stoljeće, kada ga je osnovala albanska plemićka obitelj Angelo Flavio Comneno. Ta je obitelj, koja je izumrla 1698. godine, tvrdila da potječe od bizantskih dinastija Komnena i Angela, no takve tvrdnje često su pripisivane i drugim ograncima. Njihovo stvarno podrijetlo vjerojatno proizlazi iz braka s članovima obitelji Arianiti, koja jest imala veze s nekim bivšim bizantskim carevima.
Treba napomenuti da viteški redovi nisu postojali u bizantskoj tradiciji, stoga je velik dio navodne povijesti reda kasnije konstruiran. Osim službeno priznate loze velikih meštara koja se proteže od 16. stoljeća do danas, brojne su osobe lažno polagale pravo na naslov velikog meštra, često motivirane osobnim ambicijama, lažnim titulama ili pokušajima stvaranja izmišljenog plemićkog podrijetla.